# Hans Zehetner
Johann Josef „Hans” Zehetner (ur. 4 września 1912 w Wiedniu, zm. 29 grudnia 1942) – austriacki piłkarz ręczny, medalista olimpijski.
Uczestnik letnich igrzysk olimpijskich. Na igrzyskach w Berlinie (1936) zagrał w dwóch spotkaniach. Były to dwa wygrane pojedynki przeciwko reprezentacjom Rumunii (18-3) i Węgier (11-7). Zehetner nie zdobył w tych spotkaniach żadnych bramek. Ostatecznie reprezentacja Austrii zdobyła srebrny medal, przegrywając z ekipą gospodarzy.
Zehetner zginął na froncie podczas II wojny światowej.